# Jansweg (Haarlem)
De Jansweg is een straat in het centrum van de Nederlandse stad Haarlem. De straat ligt in het verlengde van de Jansstraat en loopt vanaf de Jansbrug in noordelijke richting naar het Prinsen Bolwerk en het Kennemerplein. 
De weg werd bij de uitbreiding van de stad met de Nieuwstad, thans Stationsbuurt geheten, binnen de stadsomwalling van de stad te liggen. Het resterende deel dat overbleef heet sindsdien de Schoterweg. De Kruisweg loopt ten westen van de Jansweg evenwijdig aan de weg.
De Jansweg is een van de belangrijke noord-zuidwegen in Haarlem-Centrum. Echter wordt zij door langzaam verkeer minder gebruikt dan de Kruisweg die onderdeel is van de Rode Loper. De Jansweg is een belangrijke aanrijroute voor de bussen die halteren op het Stationsplein dat is gelegen voor het Station Haarlem. De weg gaat onder de Janswegspoorbrug door.

## Monumenten
Er bevinden zich aan de Jansweg 6 rijksmonumenten en 3 gemeentelijke monumenten.
Zo ligt aan Jansweg 39 het rijksmonumentale Hofje van Staats. Het Tehuis voor militairen op nummer 34 betreft een gemeentelijk monument.

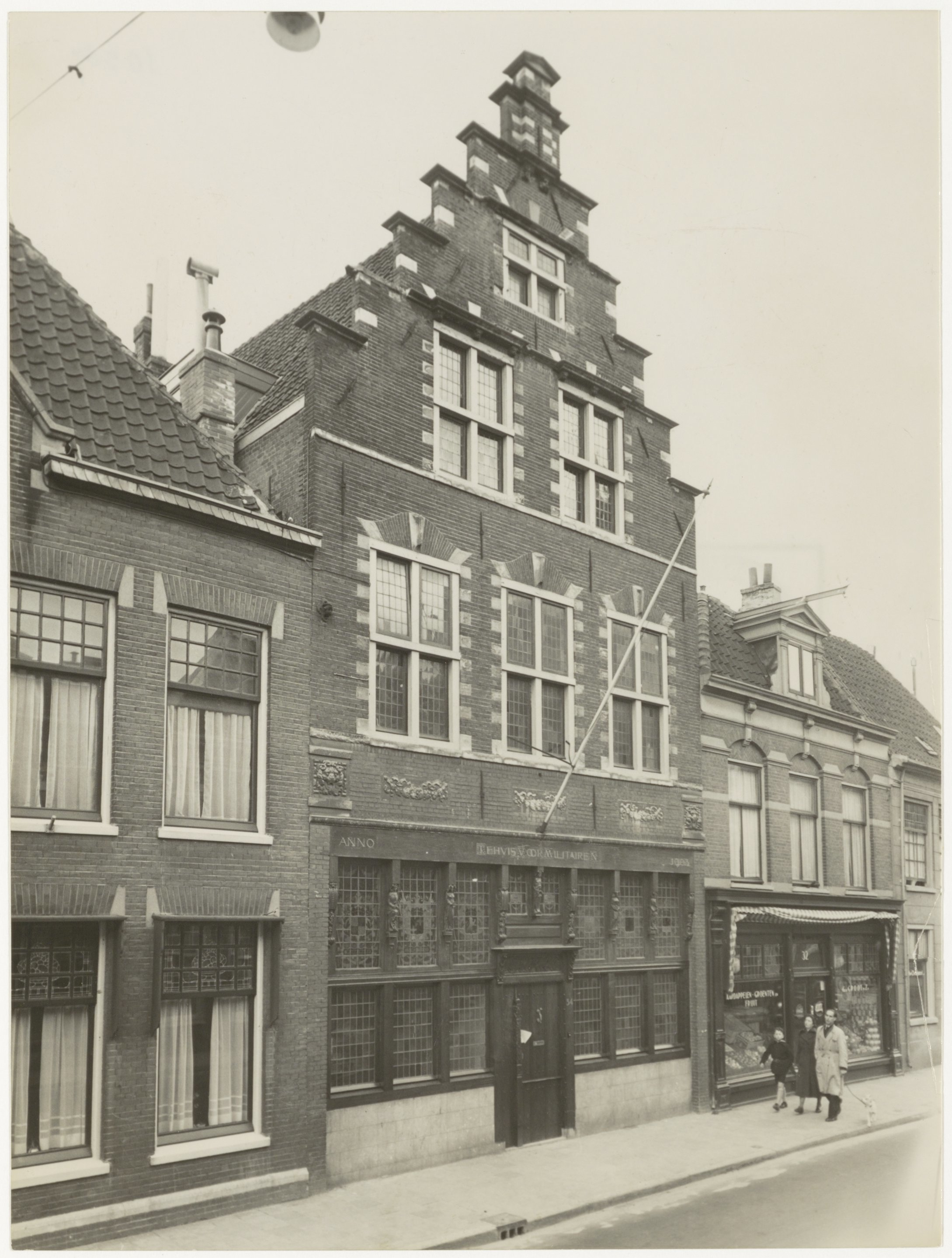
Jansweg 32-34. Tot de opheffing van de militaire functie van de Ripperdakazerne was hier het Protestants Militair thuis (PMT) gevestigd.